# MTV Việt Nam
MTV Việt Nam là kênh âm nhạc và giải trí từng được phát sóng tại Việt Nam từ năm 2011 đến 2023, thuộc sở hữu của Paramount Networks EMEAA. Năm 2011, công ty BHD đã mua lại bản quyền để Việt hóa và phát sóng kênh tại Việt Nam. Đến năm 2023 thì MTV Việt Nam chính thức ngừng phát sóng. Trong thời gian hoạt động, MTV Việt Nam từng tổ chức các sự kiện âm nhạc lớn nhỏ, cuộc bầu chọn MTV Fan Choice và là đơn vị chọn ra đại diện của Việt Nam tranh giải tại giải thưởng Âm nhạc MTV châu Âu.

## Lịch sử phát sóng
Từ giữa thập niên 2000, ở Việt Nam đã trình chiếu kênh MTV Asia, song vẫn chưa có bản Việt hóa chính thức của kênh này. Từ năm 2008, công ty BHD đã tiến hành đàm phán với MTV Singapore để mua bản quyền format chương trình Việt hóa. Ngày 1 tháng 7 năm 2011, MTV Việt Nam chính thức được lên sóng tại Việt Nam, do Công ty BHD mua bản quyền và thuộc phạm vi quản lý của Ban biên tập truyền hình cáp - Đài Truyền hình Việt Nam, với chuyên mục phát sóng đầu tiên là MTV Vietnam Request hour (mục phát các ca khúc theo yêu cầu). Ngày 29 tháng 7 năm 2013, MTV Việt Nam tổ chức sinh nhật tuổi thứ 2 với các khách mời như Phương Thanh, Hà Okio, nhóm MTV, Tina Tình và Chi Pu. Từ ngày 2 tháng 2 năm 2015, kênh chịu sự quản lý của Tập đoàn Quốc tế Truyền thông (IMC Group), đơn vị sở hữu 2 kênh truyền hình TodayTV và YouTV. MTV Việt Nam được phát sóng dưới định dạng 4:3 và độ nét tiêu chuẩn trên các hạ tầng truyền hình trả tiền: VTVcab, SCTV, Hanoicab, HTVC, K+, MyTV, FPT Play, Viettel TV.
Từ 0 giờ ngày 1 tháng 1 năm 2023, MTV Việt Nam chính thức ngừng phát sóng tại Việt Nam sau hơn 11 năm hoạt động để tập trung vào dịch vụ trực tuyến Paramount+ tại Việt Nam. Dịch vụ này sẽ sớm ra mắt vào giữa năm 2024.

## Tổ chức sự kiện
Bên cạnh việc phát sóng trên truyền hình, MTV Việt Nam còn là đơn vị tổ chức một số sự kiện. Ngày 17 tháng 11 năm 2017, MTV Việt Nam đã tổ chức sự kiện nhạc rock mang tên “Very Special Night of Rock”, với sự tham gia của các ban nhạc UnlimiteD, Hemelians và Bụi Gió. Ngày 30 tháng 12 năm 2021, đơn vị tổ chức đêm nhạc riêng dành cho K-ICM mang tên "MTVxK-ICM", được livestream trên fanpage và kênh youtube của MTV Việt Nam. Ngày 21 tháng 5 năm 2022, MTV Việt Nam tổ chức sự kiện mang tên "MTV School Festival", vói sự phối hợp của Ký túc xá Đại học Quốc gia TPHCM và 24h Service, thu hút hơn 40.000 sinh viên. Tháng 2 năm 2022, MTV Việt Nam tiếp tục tổ chức đêm nhạc MTV Showcase với sự tham gia của Phùng Khánh Linh cùng các ca sĩ khách mời Tường Duy và Bùi Trường Linh.

## Bầu chọn

### MTV Fan Choice
MTV Fan Choice là cuộc bầu chọn do MTV Việt Nam tổ chức, với hai hạng mục "Nghệ sĩ được yêu thích nhất" và "Sản phẩm âm nhạc được yêu thích nhất". Những nghệ sĩ/tác phẩm chiến thắng sẽ đại diện cho Việt Nam tranh giải tại Giải thưởng Truyền hình Châu Á.
| Năm  | Nghệ sĩ được yêu thích nhất | Sản phẩm âm nhạc được yêu thích nhất              | Nguồn  |
| ---- | --------------------------- | ------------------------------------------------- | ------ |
| 2020 | Jack                        | MV "Hoa hải đường" (Jack) MV "Bigcityboy" (Binz)  | [ 17 ] |
| 2021 | K-ICM                       | MV "Chim quý trong lồng" (K-ICM và Văn Mai Hương) | [ 18 ] |
| 2022 | Phạm Đình Thái Ngân         | MV "Gặp May" (Wren Evans)                         | [ 19 ] |

### Nghệ sĩ Đông Nam Á xuất sắc nhất
MTV Việt Nam là đơn vị cử nghệ sĩ đại diện cho nước này đi dự giải Âm nhạc MTV Châu Âu. Năm 2013, nhờ sự ủng hộ của khán giả, ca sĩ Mỹ Tâm đã lần đầu đại diện cho Việt Nam tranh giải ở một hạng mục của giải thưởng Âm nhạc MTV Châu Âu, cụ thể là "Best Regional Act" (một hạng mục con của "Best Worldwide Act"). Cô thậm chí đã giành chiến thắng ở vòng thứ một của cuộc bình chọn khu vực Đông Nam Á (Nghệ sĩ Đông Nam Á xuất sắc nhất), song đã thua Lý Xuân của Trung Quốc ở vòng thứ hai của Best Worldwide Act.
Các cuộc bầu chọn của giải MTV Việt Nam để chọn ra đại diện của Việt Nam đi tranh giải MTV châu Âu từng gây nhiều tranh cãi. Chẳng hạn như vụ việc ca sĩ Hồ Ngọc Hà bị lộ đã được chọn đại diện cho VIệt Nam trên kênh MTV Thái Lan dù cuộc bầu chọn chưa kết thúc vào năm 2014, ca sĩ Đàm Vĩnh Hưng để vuột giải "Nghệ sĩ Đông Nam Á xuất sắc nhất" vào tay James Reid của Philippines năm 2017 vì bị ghi nhầm thời gian bình chọn, hay việc Minh Hằng được lựa chọn đại diện cho Việt Nam tranh giải "Nghệ sĩ Đông Nam Á xuất sắc nhất".
| Năm  | Giải Âm nhạc MTV châu Âu cho Nghệ sĩ Đông Nam Á xuất sắc nhất | Kết quả   | Nguồn                |
| ---- | ------------------------------------------------------------- | --------- | -------------------- |
| 2013 | Mỹ Tâm                                                        | Đoạt giải | [ 20 ] [ 29 ]        |
| 2014 | Hồ Ngọc Hà                                                    | Đề cử     | [ 22 ] [ 30 ]        |
| 2015 | Sơn Tùng M-TP                                                 | Đoạt giải | [ 31 ] [ 32 ]        |
| 2016 | Đông Nhi                                                      | Đoạt giải | [ 33 ] [ 34 ]        |
| 2017 | Đàm Vĩnh Hưng                                                 | Đề cử     | [ 25 ] [ 35 ]        |
| 2018 | Minh Hằng                                                     | Đề cử     | [ 35 ] [ 36 ]        |
| 2019 | Suboi                                                         | Đề cử     | [ 37 ] [ 38 ] [ 39 ] |
| 2020 | Jack                                                          | Đoạt giải | [ 17 ] [ 40 ]        |
| 2021 | K-ICM                                                         | Đề cử     | [ 41 ] [ 42 ] [ 43 ] |

## Giải thưởng Video Âm nhạc Việt
Giải thưởng Video Âm nhạc Việt lần đầu dược tổ chức vào năm 2012 tại Nhà thi đấu Nguyễn Du, thành phố Hồ Chí Minh nhằm tôn vinh các cá nhân/tác phẩm nhạc nổi bật của năm 2011. Dưới đây là danh sách thắng giải của một số hạng mục:
| Năm  | Nam ca sĩ xuất sắc nhất                   | Nữ ca sĩ xuất sắc nhất            | Ban nhạc xuất sắc nhất               | Ca sĩ triển vọng nhất      | Đạo diễn MV xuất sắc nhất                 | Nguồn         |
| ---- | ----------------------------------------- | --------------------------------- | ------------------------------------ | -------------------------- | ----------------------------------------- | ------------- |
| 2012 | Đàm Vĩnh Hưng (MV "Da khúc cho tình nhân) | Mỹ Tâm (MV "Đánh thức bình minh") | Quái Vật Tí Hon (MV "Đã bao lâu rồi) | Anna Trương (MV "Tuổi 16") | Nguyễn Hải Phong (MV "Taxi" của Thu Minh) | [ 44 ] [ 47 ] |

## Chương trình cũ

### Ngừng phát sóng

#### Video âm nhạc
- Bài hát của tuần
- Chart Attack
- It's Your MTV
- K-Wave
- MTV Flashback
- MTV Fresh
- MTV Hits
- MTV Indie
- MTV Party Anthem
- MTV Push
- MTV Rock
- MTV Urban
- Việt Hits

#### Biểu diễn trực tiếp
- MTV World Stage
- MTV Unplugged
- The Show
- MTV Showcase

#### Chuơng trình tổng hợp
- Catfish: The TV Show
- Celeb Ex In The City
- Celebrity Bumps: Famous and Pregnant
- Deliciousness
- Double Shot at Love with DJ Pauly D and Vinny
- Ex On The Beach
- M List
- MTV At The Movie
- MTV Cribs US
- MTV Cover
- Ngẫu hứng âm nhạc
- Ridiculousness
- The Challenge: Spies, Lies & Allies
- "MTV Connection"[48]
- MTV 8"[49]
- MTV Thích mê - Most Wanted
- Viet Must
- MTV Series
- Thần tượng đột kích - MTV School Attack
- MTV Exit
- Tìm kiếm tài năng Việt Nam
- Star @ MTV
- MTV Wow
- MTV NOW
- Bước nhảy xì tin[50][51]
- Đại sứ ước mơ
- Việt Essential
- Japan Hits
- MTV Top Ten
- MTV Top 5
- MTV Chart Attack Top 5
- MTV School fest
- MTV News
- Sức bật tuổi trẻ